# Buen Suceso (kulle)
Buen Suceso är en kulle i Antarktis. Den ligger i Sydshetlandsöarna. Argentina, Chile och Storbritannien gör anspråk på området. Toppen på Buen Suceso är 15 meter över havet.
Terrängen runt Buen Suceso är kuperad åt sydost, men åt nordväst är den platt. Havet är nära Buen Suceso åt nordväst. Trakten är glest befolkad. Närmaste befolkade plats är Gabriel de Castilla Spanish Antarctic Station, 1,7 kilometer öster om Buen Suceso. 